# Обсерваторія Ламонт-Догерті
41°00′16″ пн. ш. 73°54′27″ зх. д. / 41.004444° пн. ш. 73.9075° зх. д.
Земна обсерваторія Ламонта-Догерті (LDEO) — це геолого-дослідний інститут Колумбійського університету.
Інститут був заснований у 1949 році за пропозицією Моріса Юінга. Його нинішнім директором є Шон К. Соломон.
Після пожертвування від Благодійного фонду Генрі Л. та Грейс Догерті, його було перейменовано на Ламонт-Догерті в 1969 році. Він розташований у Палісейдс (Нью-Йорк), районі Оранджтауна, на захід від річки Гудзон, на території однойменного банкіра Ламонта, приблизно за 15 км на північ від Манхеттена.

## Інтернет-ресурси
- Home Page des Lamont-Doherty Earth Observatory
- Maurice Ewing the Lamont-Doherty Earth Observatory